# Borknagar (album)
Borknagar è l'album di debutto omonimo del gruppo black metal norvegese Borknagar, pubblicato il 3 agosto 1996 su Malicious Records. Si tratta dell'unico disco della band a includere Infernus, chitarrista dei Gorgoroth, e a presentare testi interamente in norvegese. È stato ripubblicato su CD nel 1999 da Century Black e su vinile nel 2004 da Displeased Records.
Dal punto di vista musicale è il disco della band meno melodico e più aggressivo, con una minore presenza di tastiere e voci pulite rispetto ai lavori successivi. I testi trattano principalmente di leggende legate alla mitologia norrena.

## Tracce
- Tutte le tracce scritte da Øystein Brun eccetto dove indicato.

1. Vintervredets Sjelesagn – 6:44
2. Tanker Mot Tind (Kvelding) (Ivar Bjørnson) – 3:29
3. Svartskogs Gilde – 5:52
4. Ved Steingard – 2:14
5. Krigsstev – 2:03
6. Dauden – 5:49
7. Grimskalle Trell – 5:38
8. Nord Naagauk – 3:07
9. Fandens Allheim – 6:19
10. Tanker Mot Tind (Gryning) (Ivar Bjørnson) – 2:57

## Formazione[3][4]
- Garm – voce, mastering
- Øystein G. Brun – chitarra
- Infernus – basso
- Grim – batteria
- Ivar Bjørnson – tastiere, sintetizzatore

### Crediti[5]
- Pytten - ingegneria del suono
- Johan Brun - fotografia